# Pseudacanthocanthopsis secunda
Pseudacanthocanthopsis secunda – gatunek widłonoga z rodziny Chondracanthidae. Opisali go w 1960 roku japońscy zoolodzy Satyu Yamaguti i Terufumi Yamasu. Okazy typowe znaleziono na skrzelach ryb Apogon lineatus złowionych w Morzu Wewnętrznym w Japonii.